# Les Autels-Saint-Bazile
Les Autels-Saint-Bazile là một xã ở tỉnh Calvados, thuộc vùng Normandie ở tây bắc nước Pháp.